# Ardea sumatrana
La garza de Sumatra (Ardea sumatrana) es una especie de ave pelecaniforme de la familia Ardeidae. Parte de su distribución comprende Indochina, Indonesia, Australia, Nueva Guinea y Filipinas.

## Historia natural
Tiene hábitos diurnos y es sedentaria. Habita en pantanos, las orillas de los ríos y manglares, normalmente es solitaria o con su pareja. Se alimenta de peces.